# スニーズ
株式会社スニーズ（英: SNEEZE INC.）は、東京都新宿区に本社を置く日本の企業。主にメンズ脱毛サロン「レイロール」を日本全国で運営する。

## 沿革
- 2014年12月 - 株式会社スニーズ 設立
- 2015年3月 - 東京都豊島区にレイロール1号店となる池袋店がオープン
- 2017年4月 - 東京都墨田区に錦糸町店がオープン
- 2018年1月 - 東京都渋谷区に渋谷店がオープン
- 2018年7月 - 鹿児島県鹿児島市に鹿児島店がオープン
- 2018年7月 - 「鹿児島ユナイテッドFC」の公式スポンサーとして協賛[1]
- 2019年7月 - 東京都新宿区に新宿マルイメン店がオープン
- 2019年11月 - 資本金を300万円から1,000万円へ増資
- 2019年12月 - 東京都立川市に立川店がオープン
- 2020年2月 - 宮城県仙台市に仙台パルコ店がオープン
- 2020年3月 - 埼玉県さいたま市に大宮店がオープン
- 2020年4月 - 千葉県千葉市に千葉店がオープン
- 2020年5月 - 長野県松本市に松本パルコ店がオープン
- 2020年7月 - 千葉県柏市に柏マルイ店がオープン
- 2020年10月 - 資本金を1,000万円から2,000万円へ増資
- 2020年12月 - 東京都千代田区に有楽町マルイ店がオープン
- 2021年2月 - 東京都台東区に上野御徒町店がオープン
- 2021年3月 - 渋谷店を渋谷モディ店に店名変更し、渋谷モディへ移転
- 2021年4月 - 東京都町田市に町田モディ店がオープン
- 2021年6月 - 鹿児島店をLi-Ka1920(ライカ1920)に移転
- 2021年7月 - 長野県長野市に長野駅前店がオープン
- 2021年9月 - 大阪府大阪市に大阪梅田店がオープン
- 2021年9月 - 資本金を2,000万円から2,250万円へ増資
- 2021年12月 - 本社を東京都新宿区新宿五丁目に移転
- 2022年2月 - 広島県広島市に広島パルコ店がオープン

## メンズ脱毛サロン「レイロール」
レイロール（RAYROLE）は、株式会社スニーズが運営する男性専門の美容脱毛サロン。脱毛に特化しており、脱毛方法はフラッシュ脱毛。
男性専用のオリジナル脱毛マシン「BRILLIO（ブリリオ）」を採用しており、男性の髭の脱毛にも高い効果を発揮する。
2023年5月現在で全国17店舗を直営で展開している。

## 店舗
北海道・東北エリア
仙台パルコ店
関東エリア
池袋店、錦糸町店、渋谷モディ店、新宿マルイメン店、立川店、大宮店、千葉店、柏マルイ店、有楽町マルイ店、上野御徒町店、町田モディ店
関西エリア
大阪梅田店
中部エリア
松本パルコ店、長野駅前店
中国エリア
広島パルコ店
九州・沖縄エリア
鹿児島店